# MiljøBiblioteket
MiljøBiblioteket var en dansk bogserie udgivet Gads Forlag og Forlaget Hovedland for Danmarks Miljøundersøgelser (DMU) fra 2003 til 2010.
Der kom i alt 18 bøger i serien. De er nu tilgængelige i digital form fra en hjemmeside under Aarhus Universitet.
Bøgerne beskæftigede sig med natur- og miljøemner såsom økologisk landbrug, stenrev,
iltsvind, luftforurening, vandmiljø, pesticider, drivhusgasser og skarven.
Hver bog indeholder et stikordsregister og flere udgaver har også en kort ordliste med forklaringer for de vigtigste begreber.
Formen for bøgerne i serien var let og tilgængelig og blandt andet målrettet gymnasieundervisningen.
En anmelder fandt at bogen om iltsvind var "en fin bog at blive klog af".
Et mindre antal af papirudgaverne af bøgerne sælges fra Forlaget Hovedlands hjemmeside.
MiljøBiblioteket må ikke forveksles med bogserien Miljøbiblioteket, der er en række af populærvidenskabelige bøger udgivet i et samarbejde mellem DCE - Nationalt Center for Miljø og Energi og Aarhus Universitetsforlag siden 2014.

## Bøger i serien
1. Martin Holmstrup, red. (2003), Økologisk landbrug og naturen, MiljøBiblioteket, Gads Forlag, ISBN 87-12-04018-5, Wikidata  Q102074482
2. Karsten Dahl; Steffen Lundsteen; Stig Asger Helmig (2003), Stenrev - havets oaser, MiljøBiblioteket, Gads Forlag, ISBN 87-12-04019-3, Wikidata  Q102074476
3. Thomas Bregnballe, red. (2003), Vildtarter og jagttider, MiljøBiblioteket, Gads Forlag, ISBN 87-12-04021-5, Wikidata  Q102074468
4. Iltsvind, MiljøBiblioteket, Forlaget Hovedland, 2004, ISBN 87-7739-734-7, Wikidata  Q102074462
5. Jes Fenger (2004), Luftforureningens historie, MiljøBiblioteket, Forlaget Hovedland, ISBN 87-7739-740-1, Wikidata  Q102074454
6. Miljøscenarier, MiljøBiblioteket, Forlaget Hovedland, 2005, ISBN 87-7739-736-3, Wikidata  Q102074448
7. Christian Damgaard; Gösta Kjellsson; Christian Kjær; Beate Strandberg (2005), Genmodificerede planter, MiljøBiblioteket, Forlaget Hovedland, ISBN 87-7739-742-8, Wikidata  Q102074440
8. Tjærestoffer, MiljøBiblioteket, Forlaget Hovedland, 2006, ISBN 978-87-7739-797-4, Wikidata  Q102074434
9. Vandmiljøindsatsen, MiljøBiblioteket, Forlaget Hovedland, 2005, ISBN 87-7739-795-9, Wikidata  Q102074426
10. Martin Søndergaard; Jens Skriver; Peter Henriksen, red. (2006), Vandmiljø - biologisk tilstand, MiljøBiblioteket, Forlaget Hovedland, ISBN 978-87-7739-887-2, Wikidata  Q102074420
11. Miljøgifte i Grønland, MiljøBiblioteket, Forlaget Hovedland, 2007, ISBN 978-87-7739-885-8, Wikidata  Q102074414
12. Luftbåren Kvælstofforurening, MiljøBiblioteket, Forlaget Hovedland, 2007, ISBN 978-87-7739-793-6, Wikidata  Q102072683
13. Hans Meltofte, red. (2008), Klimaændringerne - menneskehedens hidtil største udfordring, MiljøBiblioteket, Forlaget Hovedland, ISBN 978-87-7070-125-9, Wikidata  Q102074406
14. Luftforurening med Partikler - et sundhedsproblem, MiljøBiblioteket, Forlaget Hovedland, ISBN 978-87-7070-126-6, Wikidata  Q102074399
15. Trine Hedemand; Morten Strandberg (2009), Pesticider - påvirkninger i naturen, MiljøBiblioteket, Forlaget Hovedland, ISBN 978-87-7070-147-1, Wikidata  Q102074383
16. Marlene Schmidt Plejdrup, red. (2009), Drivhusgasser, MiljøBiblioteket, Forlaget Hovedland, ISBN 978-87-7070-149-5, Wikidata  Q102073732
17. Thomas Bregnballe (2009), Skarven, MiljøBiblioteket, Forlaget Hovedland, ISBN 978-87-7070-148-8, Wikidata  Q102073543
18. Pia Frederiksen, red. (2010), Miljøet i et geografisk perspektiv, MiljøBiblioteket, Forlaget Hovedland, ISBN 978-87-7070-127-3, Wikidata  Q102073103